# جامع الرحمن (اللاذقية)
جامع الرحمن يقع في حي الطابيات أحد الأحياء من مدينة اللاذقية، سورية ويتميز هذا الجامع بطريقة بناءه المميزة حيث بنيت جدرانه الخارجية على شكل صفحات من القرآن الكريم كتب عليها آيات من سورة الرحمن وهو من الجوامع الفريدة البناء وغطيت القبة بالفسيفساء الرخامية الزرقاء من الداخل والخارج كذلك الجدران الداخلية والأعمدة، يتكون الجامع من 3 طبقات ومصلى للنساء،
يتميز بإنارته الزرقاء ليلا من مسافات بعيدة وانعكاسها على الجدران البيضاء والزرقاء.